# جشنواره مایتریا
فستیوال مایتریا (انگلیسی: Maitreya Festival) یک جشنواره بزرگ موسیقی در فضای باز است که هر ساله در ملبورن، استرالیا برگزار می‌شود. این جشنواره عموماً ترکیبی از سایکدلیک ترنس و تکنو را اجرا می‌کند و دارای یک جامعه جایگزین بزرگ است. این رویداد در طول تاریخ ۱۰ ساله خود به‌طور قابل توجهی رشد کرده‌است، با این رویداد که با ۲۰۰۰ نفر شروع شد و در سال ۲۰۱۵، نهمین سال فعالیت خود، ۱۰٬۰۰۰ شرکت کننده را جذب کرد.